# Achachork
Achachork (Schots-Gaelisch: Achadh a' Choirce) is een dorp  in de Schotse raadsgebied Highlands. De naam Achachork betekent letterlijk veld van haver. 

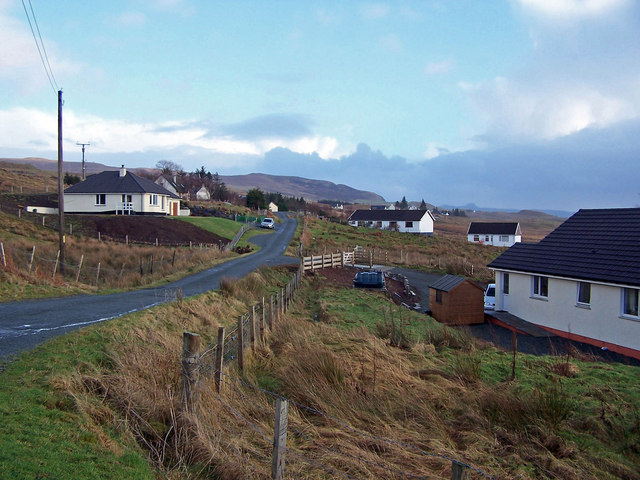
Achachork
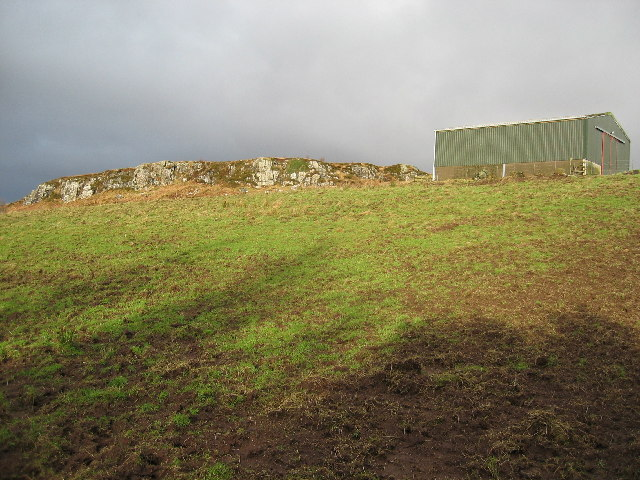
Schuur bij Achachork